# Efraín Velarde
Efraín Velarde Calvillo (Ciudad de México, 18 de abril de 1986) es un exfutbolista mexicano que jugaba como Lateral izquierdo. Su primer y último equipo fue el de los Pumas de la UNAM de la Primera División de México. Actualmente es el director técnico de Los Aliens FC en la Kings League Americas.
Desde 2019, cuenta con la licencia de Director Técnico de la ENDIT de la Federación Mexicana de Futbol. En 2024 culminó el programa del Máster Internacional de Negocios y Administración del Futbol del Johan Cruyff Institute. También cuenta con el diploma de Especialista en Scouting y Análisis Táctico de la MBP School of Coaches de Barcelona, así como el Diplomado en Imagen y Protocolo de la Universidad Anáhuac del Sur. Mientras jugaba fútbol profesional, cursó parcialmente la carrera de Administración de Negocios en la misma institución.

## Vida privada
En agosto del 2011, Velarde contrajo matrimonio con su novia de 6 años de relación, Jessica Gómez Espinosa, en una mansión de la Ciudad de México. La pareja tiene dos hijos, Sofía, nacida en la Ciudad de México el 20 de agosto de 2010, y Santino, nacido el 12 de noviembre de 2012 en la capital.

## Trayectoria

### Club Universidad Nacional
Surgido de la cantera de Pumas donde entró con 13 años. Debutó en la Primera División con el equipo de la UNAM el 15 de mayo de 2004 en el partido UNAM 3-2 Monterrey, (vistiendo el número 75 en su playera) anotando un gol con la cabeza en los últimos minutos, dándole la victoria a los Pumas, con Hugo Sánchez como entrenador.
Casi un mes después, el 13 de junio del 2004, el "Chispa" logra su primer título de liga con los Pumas, luego de vencer en penales a las Chivas del Guadalajara. Ese mismo año ganó el título de campeón de campeones tras derrotar al Pachuca, campeón del Apertura 2003. En diciembre del mismo 2004, Efraín Velarde cerró un año perfecto con los Pumas tras la coronación en el Torneo de Apertura, venciendo en la final al Monterrey y convirtiéndose en el primer equipo bicampeón en torneos cortos en la Primera División Mexicana. El llamado a la selección sub-23 en agosto de 2004, impidió que el "Chispa" ganara también la XXVI edición del Trofeo Santiago Bernabeú, en la que los Pumas vencieron 1-0 al Real Madrid el 31 de agosto.
En 2005, apenas en su segundo año como profesional en el máximo circuito, conquistó el subcampeonato de la Liga de Campeones de la Concacaf, tras caer en la final en contra del Saprissa costarricense.
En el 2007 y bajo el mando de Ricardo "el Tuca" Ferreti, "Chispa" llegó de nuevo a la final del futbol mexicano, cayendo 2-1 en casa del Atlante, que entonces jugaba en el Estadio Andrés Quintana Roo de la ciudad de Cancún. En el torneo Clausura 2009 llegaría la tercera estrella del "Chispa" con los Pumas, después de vencer al Pachuca 3-2 en el marcador global.
El cuarto título con los Pumas llegó el 22 de mayo del 2011, cuando vencieron 2-1 en el Estadio Olímpico Universitario al conjunto de Monarcas Morelia, dejando el marcador global 3-2 a favor de los universitarios. Esa fue la séptima estrella del equipo de la UNAM. 
Ganador en dos ocasiones del reconocimiento al Fair Play, del Balón de Oro al mejor lateral en 2012 y habiendo portado el gafete de capitán con los técnicos Mario Carrillo, Torres Servín, Memo Vázquez y Mario Trejo, Efraín "Chispa" Velarde se convirtió en referente histórico de la zaga de la UNAM y uno de los 8 jugadores que más títulos han conseguido con esa camiseta, con 5 títulos oficiales (4 ligas y 1 Campeón de campeones).

### Club De Fútbol Monterrey
Efraín 'Chispa' Velarde, fue transferido de Pumas a Rayados de Monterrey en compra definitiva, en el Draft anual de la Liga Bancomer MX, donde jugaría el torneo Apertura 2014 y Clausura 2015, bajo la dirección técnica de Carlos Barra y después con Antonio Mohamed. 

### Club León
El 11 de junio de 2015, Velarde es transferido a calidad de préstamo al Club León, durando solamente tres torneos en el cuadro leonés. Fue la tercera camiseta que defendió el exjugador universitario, donde consiguió llegar a una final de Copa MX. En su paso por el León, estuvo bajo el mando de Juan Antonio Pizzi, Luis Fernando "El Flaco" Tena y el argentino Javier Torrente.

### Deportivo Toluca
El 14 de diciembre de 2016, es anunciado que será nuevo jugador del Deportivo Toluca. En su paso por los escarlatas, tuvo la fortuna de jugar el partido vs el Atlético de Madrid el 25 de julio del 2017con el que se reinauguró el Estadio Nemesio Diez. Bajo la dirección técnica de Hernán Cristante, fue portador del gafete de capitán en diversos encuentros.

### Club De Fútbol Monterrey (Segunda Etapa)
El 26 de diciembre de 2017, se confirma su regreso al club, para ser refuerzo de cara al Torneo Clausura 2018 (México), el 'Chispa' regresa a la institución desde su última vez en el 2015. 

### Monarcas Morelia
En 2018 es vendido al Club Monarcas Morelia, donde jugó 2 años bajo el mando de Roberto Hernández, Javier Torrente y Pablo Guede. El equipo logró llegar a una serie de semifinales en contra del América en el torneo Apertura 2019,

### Mazatlán Futbol Club
El 2 de junio de 2020, el equipo Monarcas Morelia anuncia su cambio de sede a la ciudad de Mazatlán, Sinaloa, con lo que inicia una nueva historia en el futbol mexicano, la de los Cañoneros de Mazatlán.

### Club Universidad Nacional
El 9 de junio de 2021, 'Chispa' Velarde fue oficializado como refuerzo de Pumas, procedente del Mazatlán Fútbol Club (portando el número 18 en su segunda etapa con el club universitario). Después de llegar a una semifinal y de obtener el subcampeonato de la Liga de Campeones de la Concacaf en mayo del 2022, Efraín el "Chispa" Velarde se retira del futbol profesional en diciembre del mismo año.

## Selección nacional
Fue seleccionado en categorías menores, participando en 2005 en el Torneo sub-20 de la Concacaf, clasificatorio para el mundial de la categoría. En 2006, formó parte de la selección sub-21 que participó en el Torneo Esperanzas de Toulón, en Francia. Dos años más tarde, en 2008, participa en el Torneo Peolímpico de Concacaf con la selección de México sub-23. 
El 4 de septiembre de 2011, Velarde fue convocado a la selección absoluta por el técnico José Manuel de la Torre para un amistoso en Barcelona, España contra Chile en su primera aparición internacional. Ha sido internacional en nueve ocasiones y no ha anotó goles. Como seleccionado mayor, obtuvo el 3er lugar en la Copa Oro de la Concacaf en 2013. 
| Club               | País   | PJ | Periodo         |
| ------------------ | ------ | -- | --------------- |
| Selección Mexicana | México | 9  | 2011 - Presente |

### Participaciones en Copas de Oro de la CONCACAF
| Copa                   | Categoría | Sede           | Resultado    |
| ---------------------- | --------- | -------------- | ------------ |
| Copa Oro Concacaf 2013 | Absoluta  | Estados Unidos | Tercer lugar |

### Participaciones en Copa América
| Copa              | Categoría | Sede  | Resultado      |
| ----------------- | --------- | ----- | -------------- |
| Copa América 2015 | Absoluta  | Chile | Fase de grupos |

## Palmarés

### Campeonatos nacionales
| Título  | Club             | País   | Año    |
| ------- | ---------------- | ------ | ------ |
| Liga MX | Pumas de la UNAM | México | C-2004 |
| Liga MX | Pumas de la UNAM | México | A-2004 |
| Liga MX | Pumas de la UNAM | México | C-2009 |
| Liga MX | Pumas de la UNAM | México | C-2011 |